# IBazar
IBazar was een Franse online veilingplaats, die uitgroeide tot een van de grootste 'marktplaatsen' in Frankrijk, Nederland, België, Italië, Spanje, Portugal, Brazilië en Zweden, vooral door overname van de sterkste lokale speler.
In februari 2001 werd de veilingplaats overgenomen door het Amerikaanse eBay voor 102,8 miljoen dollar. Gebruikersgegevens van iBazar werden enkele maanden later omgezet in gebruikersgegevens van eBay.